# USS Rendova (CVE-114)
«Рендова» (англ. USS Rendova (CVE-114)) — ескортний авіаносець США часів Другої світової війни типу «Комменсмент Бей».

## Історія створення
Авіаносець «Рендова» був закладений 15 червня 1944 року на верфі «Todd Pacific Shipyards» у Такомі під назвою «Mosser Bay», пізніше перейменований на «Willamette», і згодом на «Рендова». Спущений на воду 28 грудня 1944 року, вступив у стрій 22 жовтня 1945 року.

## Історія служби
Після вступу у стрій «Рендова» ніс службу на Тихому океані як протичовновий авіаносець. 27 січня 1950 року корабель був виведений у резерв.
Після початку Корейської війни, у січні 1951 року «Рендова» знову був введений до складу флоту і залучений до бойових дій. Його літаки здійснювали протичовнове патрулювання, завдавали ударів по об'єктах транспортної мережі.
За службу під час Корейської війни корабель був нагороджений двома бойовими зірками.
30 червня 1955 року «Рендова» був виведений у резерв. 7 травня 1959 року перекласифікований в авіатранспорт AKV-14.
1 квітня 1971 року корабель був виключений зі списків флоту і проданий на злам.